# Эльдаров, Магомед Магомедханович
Магомед Магомедханович Эльдаров (10 января 1921 — 10 февраля 1992) — советский и российский географ, кандидат педагогических наук, доцент, Заслуженный работник охраны природы ДАССР, один из основателей высшего географического образования в Дагестане, внес весомый вклад в развитие природоведческого направления российского краеведения.

## Биография
Родился в 1921 г. в селе Хунзах Дагестанской АССР в семье героя Гражданской войны, председателя Аварского окружкома ВКП(б) Магомедхана Эльдарова (1882—1928).
Последовательно окончил рабфак и учительский институт в г. Буйнакске.
После окончания вуза работал директором Кахибской средней школы, затем — директором Буйнакского педагогического училища.
В 1949 г. поступил в аспирантуру Института методов обучения АПН РСФСР.
В 1952 г. защитил диссертацию на соискание степени кандидата педагогических наук на тему «Краеведческий принцип преподавания географии СССР в седьмых классах дагестанской школы».
С 1952 по 1954 гг. работал на географическом факультете Дагестанского государственного женского педагогического института им. Г. Цадасы.
В последующие годы работал в Ташаузском (Туркменская ССР), Таганрогском и Чувашском педагогических институтах.
Являлся деканом биологического факультета Чувашского педагогического института.
С 1962 по 1992 гг. — доцент, заведующий кафедрой физической географии Дагестанского государственного педагогического института.

## Деятельность в Географическом обществе
С 1962 г. по 1992 г. возглавлял Дагестанский филиал Географического общества СССР.
С 1969 г. было подготовлено к печати и издано 20 выпусков «Тезисов докладов по итогам географических исследований в Дагестане».
М. М. Эльдаров был делегатом IV съезда (Москва, 1964), V съезда (Ленинград, 1970), VI съезда (Тбилиси, 1976), VII съезда (Фрунзе, 1980), VIII съезда (Киев, 1985) Географического общества СССР.
Участвовал в организации крупных международных географических экспедиций на территории Дагестана и всего Восточного Кавказа: советско-французской «Альпы-Кавказ» (1975, 1981—1982 гг.) и советско-болгарской «Стара-Планина — Кавказ» (1978—1984 г), проводимых под руководством академика И. П. Герасимова.

## Научно-методическая деятельность
М. М. Эльдаров — один из наиболее известных географов-методистов страны, автор многочисленных учебников и учебных пособий для учащихся средних школ Чувашии и Дагестана.
Является первым российским географом-методистом, научно обосновавшим и реализовавшим в практике высшего и среднего географического образования принципы и методы патриотического воспитания школьников на основе краеведческого материала.
Впервые его разработки в области внедрения краеведческого принципа в преподавание географии в школе были апробированы в середине 1950-х гг. во время работы в Ташаузском педагогическом институте. Последовательное внедрение идей М. М. Эльдарова в педагогический процесс началось в годы его работы деканом биологического факультета Чувашского педагогического института. Именно здесь были подготовлены учебные пособия по географии региона, которые выдержали несколько изданий, а также ряд важных методических разработок. Как отмечали сотрудники института общего и политехнического образования АПН РСФСР, разработки М. М. Эльдарова этого периода «имеют значительную ценность».
Учебник М. М. Эльдарова для средних школ «География Дагестанской АССР» выдержал семь изданий.
Научные исследования ученого были сконцентрированы вокруг целого ряда тем: краеведческой работы в школе, истории географического изучения Дагестана, физической географии региона, изучения и охраны памятников природы. Это позволило выступить учёному в качестве одного из соавторов статей о Дагестанской АССР в третьем издании «Большой советской энциклопедии».
Опубликовал значительное количество научно-популярных работ, посвященных вопросам охраны окружающей среды, описанию и систематизации памятников природы, разработке новых туристических маршрутов Дагестана.

## Основные научные труды
- Краеведческий принцип преподавания географии СССР в седьмых классах дагестанских школ: Автореф. дисс… к.п.н. / НИИ методов обучения АПН РСФСР. М., 1951. — 16 с.
- Из опыта подготовки и проведения вечера «Дружба народов». — Ташауз, 1956. — 24 с.
- Дагестанская АССР. Физико-географический и экономико-географический обзор. — Махачкала: Дагучпедгиз, 1958. — 253 с. (в соавторстве).
- Использование краеведческого материала в воспитании советского патриотизма. — Чебоксары, 1962. — 24 с.
- Краеведение и детский туризм в школах Дагестана. — Махачкала: Дагучпедгиз, 1968. — 64 с.
- Роль краеведения в учебно-воспитательном процессе в школе. — Махачкала: Дагучпедгиз, 1969. — 112 с.
- Школьное краеведение в воспитании всесторонне развитой личности. — Махачкала: Дагучпедгиз, 1969. — 192 с.
- Природа Дагестана. Вып. I. — Махачкала: Дагучпедгиз, 1971. — 106 с. (в соавторстве).
- Природа Дагестана. Вып. II. — Махачкала: Дагучпедгиз, 1974. — 120 с. (в соавторстве).
- Природа Дагестана. Вып. III. — Махачкала: Дагучпедгиз, 1975. — 100 с. (в соавторстве).
- Вклад польских исследователей в изучение Дагестана // История русско-польских контактов в области геологии и географии. — Л.: ГО СССР, 1972. — С. 73-75.
- Дагестанская Автономная Советская Социалистическая Республика. Природа // Большая Советская Энциклопедия. Т. 7. — Изд. 3-е. — М., 1972. — С.492-493.
- Физическая география Низменного Дагестана. — Махачкала: Дагучпедгиз, 1972. — 172 с. (в соавторстве).
- Уникальные памятники природы Дагестана. — Махачкала: Дагкнигоиздат, 1978. — 80 с.
- Методические рекомендации в помощь первичным организациям Педагогического общества школ по созданию краеведческих музеев и уголков. — Махачкала, 1978. — 14 с.
- Дагестан в географической литературе. — Махачкала: Дагучпедгиз, 1982. — 164 с.
- Охрана природы в Дагестане. (Библиографический указатель). — Махачкала, 1984. — 30 с. (в соавторстве).
- Приглашаем в Дагестан. — Махачкала: Дагкнигоиздат, 1984. — 176 с. (в соавторстве).
- Физическая география Предгорного Дагестана. — Ростов-на-Дону, 1984. — 130 с. (в соавторстве).
- Физическая география Дагестана. (Библиографический указатель). Книга 1. — Махачкала, 1986. — 135 с.
- Физическая география Дагестана. (Библиографический указатель). Книга 2. — Махачкала, 1986. — 154 с.
- Музеи и коммунистическое воспитание учащихся. — Махачкала: Дагучпедгиз, 1988. — 118 с. (в соавторстве).
- Памятники природы Дагестана. — Махачкала: Дагкнигоиздат, 1991. — 136 с.

## Учебники и учебные издания
- О преподавании географии СССР в 7-х классах на краеведческой основе. — Махачкала: Дагучпедгиз, 1956. — 22 с.
- Наша область. Изучение темы «Ташаузская область» в 7-м классе. — Ташауз, 1957. — 12 с.
- География Чувашской АССР. — Чебоксары, 1965. — 112 с. (в соавторстве).
- География Чувашской АССР: Пособие для учителей. — Чебоксары, 1967. — 158 с. (в соавторстве).
- География Дагестана. Практические работы: Учебное пособие. — Махачкала, 1968. — 60 с.
- География Дагестанской АССР: Учебное пособие для 7-8 классов дагестанской школы. — Махачкала: Дагучпедгиз, 1975. — 96 с.
- География Дагестанской АССР: Учебное пособие для 7-8 классов дагестанской школы. — 2-е изд. — Махачкала: Дагучпедгиз, 1977. — 96 с.
- География Дагестанской АССР: Учебное пособие для 7-8 классов дагестанской школы. — 3-е изд. — Махачкала: Дагучпедгиз, 1978. — 96 с.
- География Дагестанской АССР: Учебное пособие для 7-8 классов дагестанской школы. — 4-е изд. — Махачкала: Дагучпедгиз, 1980. — 95 с.
- География Дагестанской АССР: Учебное пособие для 7-8 классов дагестанской школы. — 5-е изд. — Махачкала: Дагучпедгиз, 1981. — 95 с.
- География Дагестанской АССР: Учебное пособие для 7-8 классов дагестанской школы. — 6-е изд. — Махачкала: Дагучпедгиз, 1985. — 94 с.
- География Дагестанской АССР: Учебное пособие для 7-8 классов дагестанской школы. — 7-е изд. — Махачкала: Дагучпедгиз, 1988. — 103 с.
- Программа по географии Дагестанской АССР для 8 класса. — Махачкала: Дагучпедгиз, 1988. — 14 с. (в соавторстве).
- Программа по географии Дагестанской ССР для 9 класса. — Махачкала: Дагучпедгиз, 1991. — 13 с. (в соавторстве)